# Max Heubeck
Max Heubeck (* 9. September 1974 in Berlin) ist ein Pseudonym des Schriftstellers Martin Domke. Als Max Heubeck und Martin Alexander hat er mehrere Fantasy-Romane veröffentlicht.

## Leben und Werk
Heubeck erwarb an der Fachhochschule für Verwaltung und Rechtspflege Berlin ein Diplom als Verwaltungswirt und studierte anschließend Nordamerikastudien mit Schwerpunkt Geschichte und Politik an der Freien Universität Berlin. Er arbeitete einige Jahre als Kriminalkommissar und ist seit 2013 selbständig als Schriftsteller und Übersetzer tätig.
Heubeck schreibt überwiegend im Bereich Fantasy. Sein Debütroman Der Meister der Türme (als Martin Alexander) wurde 2015 für den Phantastikliteraturpreis SERAPH nominiert. Er ist Mitglied im Phantastik-Autoren-Netzwerk PAN und lebt in Berlin.

## Preise und Nominierungen
- 2015: Shortlist des SERAPH (Bestes Debüt) für Der Meister der Türme[2]

## Werke
- Alben und Trolle. Die schwarze Armee. Bastei Lübbe, Köln 2019, ISBN 978-3-404-20907-1.
- als Martin Alexander: Die Chimäre – Silben der Macht. Bastei Lübbe, Köln 2016, ISBN 978-3404208258.
- als Martin Alexander: Der Meister der Türme, Bastei Lübbe, Köln 2014, ISBN 978-3404207770.